# Théâtre Aalto
Pour les articles homonymes, voir Aalto.

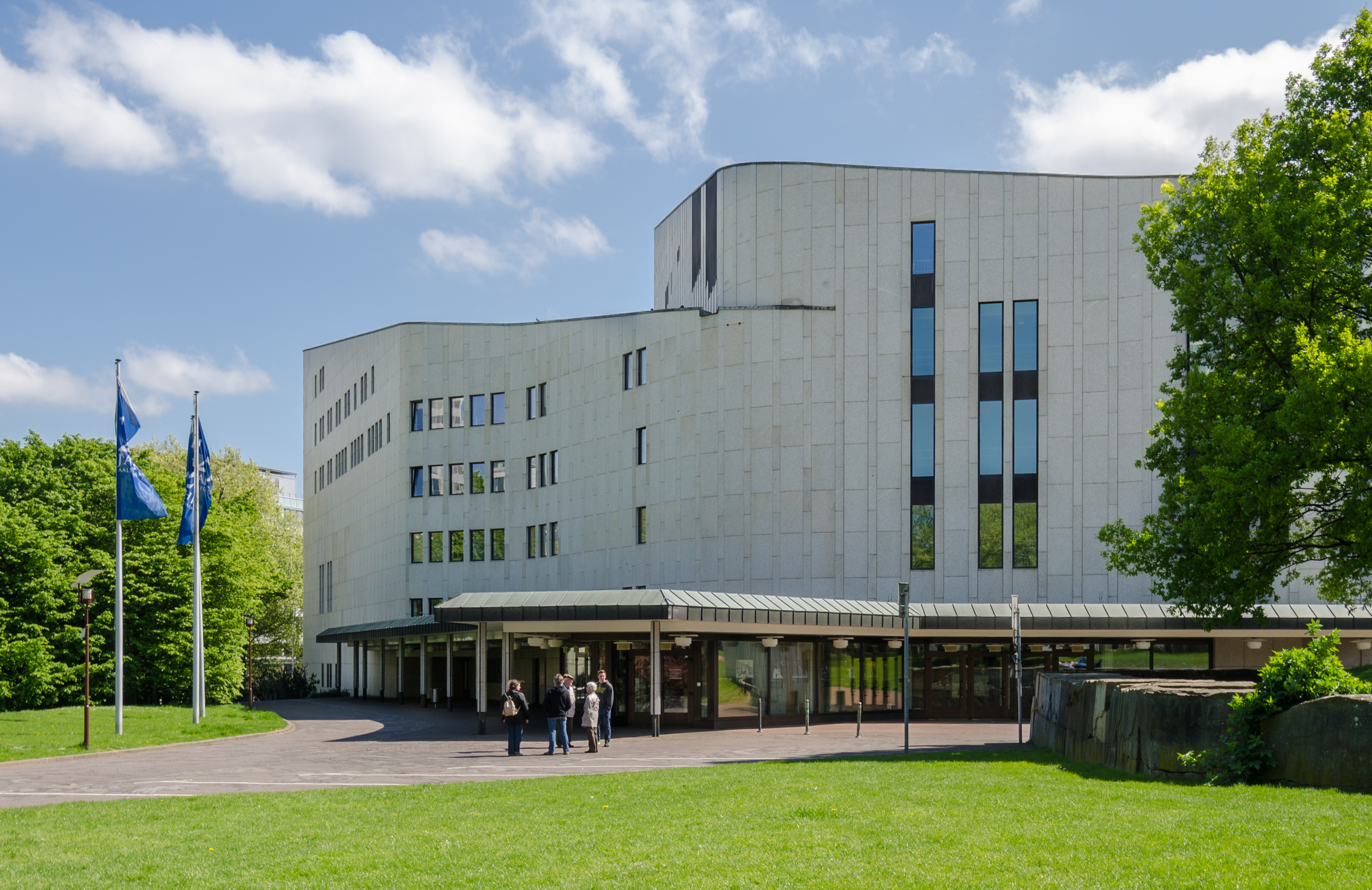
Le théâtre Aalto à Essen

Le Théâtre Aalto (en allemand Aalto-Musiktheater Essen) est une salle d'opéra et de ballet situé à Essen en Allemagne. Inauguré le 25 septembre 1988 par l'opéra de Richard Wagner Die Meistersinger von Nürnberg, il est le siège de la compagnie d'opéra et de ballet de la ville ainsi que de son orchestre philharmonique.
Le nom du théâtre vient de l'architecte finnois Alvar Aalto, qui remporta en 1959 l'appel d'offres pour la construction du théâtre, et qui en réalisa les dessins. Seulement, la construction de l'opéra ne débuta qu'en 1983, soit sept ans après la mort d'Aalto : sur la base des plans d'Aalto, l'architecte Harald Deilmann supervisa sa construction.